# David Alexandre Winter
Pour les articles homonymes, voir Winter.
David Alexandre Winter, nom de scène de Lion Kleerekoper, est un artiste néerlandais né le 4 avril 1943 à Amsterdam.
Il est le père de la chanteuse et actrice Ophélie Winter.

## Biographie
Juif, David Alexandre Winter est déporté en bas âge dans un camp de concentration nazi et survit grâce à la protection de déportés, dont les Kleerekooper qui l'adoptèrent après la Seconde Guerre mondiale. Ses parents adoptifs sont diamantaires à Amsterdam et il apprend à tailler les diamants. Puis il devient mineur. Il part vivre un an aux États-Unis où il est notamment vendeur de chaussures pour femmes, puis vit en Israël et enfin en Turquie, avant de retourner aux Pays-Bas où il est coursier puis assistant animateur à Radio-Amsterdam.
Après avoir quitté les Pays-Bas pour aller à Paris en 1969, il remporte le Festival de la Chanson d'Antibes, où il est repéré par la maison de disques Riviera Records (une succursale du groupe Barclay). En avril de la même année, il sort son plus grand succès Oh Lady Mary qui se classe n° 1 en France durant neuf semaines et s'écoule à près de 700 000 exemplaires.
En 1970, il représente, avec la chanson Je suis tombé du ciel, le Luxembourg au Concours Eurovision de la chanson d'Amsterdam mais n'obtient aucun point et arrive en dernière position.
Il épouse le mannequin normand Catherine Fefeu, avec qui il aura deux enfants : Mickaël Winter (né en 1972) qui deviendra chanteur, et Ophélie Winter (née en 1974), qui deviendra chanteuse, actrice et présentatrice de télévision.
En 1976, il vit mal son succès passé et quitte femme et enfants[réf. souhaitée] pour les États-Unis. Aujourd'hui[Quand ?], il est concessionnaire automobile[réf. souhaitée]. Il a eu plusieurs enfants avec différentes femmes.  Il épouse au cours de l'année 1981, la chanteuse Patricia Lavila.
En 2010, David Alexandre Winter fait partie de la Tournée Âge tendre et Têtes de bois saison 5, aux côtés notamment de Michèle Torr, Sheila, Hervé Vilard, Georgette Lemaire et Alain Turban.
Le 8 avril 2022, il s'engage auprès de l'association « Victimes du COVID-19 » et de son Président Lionel Petitpas pour soutenir la demande d'une journée de deuil national, afin d'honorer la mémoire des défunts du virus. Il interprète la chanson caritative Jamais le temps n'effacera, écrite et composée par Ciramarios, avec « Le Collectif du Souvenir »: Fabienne Thibeault, Daniel Lévi, Gilles Dreu, Pierre Billon, Alain Turban, David Alexandre Winter, Elisa Delubac et la chorale « Le chœur des Polysons ». Les bénéfices du single distribué par Universal Music Group, dont le dessin de la pochette a été réalisé par des jeunes handicapés de Montigny-Lès-Cormeilles, sont dédiés à la construction d'un mémorial.